# Elezioni regionali in Toscana del 2010
Le elezioni regionali italiane del 2010 in Toscana si sono tenute il 28 e 29 marzo. Esse hanno visto la vittoria di Enrico Rossi, sostenuto dal centro-sinistra, che ha sconfitto Monica Faenzi, sostenuta dal centro-destra.

## Risultati
| Candidati                          | Candidati                                        | Voti                 | %     | Liste                                    | Voti      | %     | Seggi |
| ---------------------------------- | ------------------------------------------------ | -------------------- | ----- | ---------------------------------------- | --------- | ----- | ----- |
|                                    | Enrico Rossi (Toscana Democratica) ✔️ Presidente | 1 055 751            | 59,73 | Partito Democratico - Riformisti Toscani | 641 214   | 42,20 | 24    |
| Italia dei Valori                  | Enrico Rossi (Toscana Democratica) ✔️ Presidente | 1 055 751            | 59,73 | 143 194                                  | 9,42      | 5     |       |
| Federazione della Sinistra - Verdi | Enrico Rossi (Toscana Democratica) ✔️ Presidente | 1 055 751            | 59,73 | 80 017                                   | 5,27      | 3     |       |
| Sinistra Ecologia Libertà          | Enrico Rossi (Toscana Democratica) ✔️ Presidente | 1 055 751            | 59,73 | 57 815                                   | 3,81      | –     |       |
|                                    | Monica Faenzi (Per la Toscana)                   | 608 680              | 34,44 | Il Popolo della Libertà                  | 412 118   | 27,12 | 16    |
| Lega Nord                          | Monica Faenzi (Per la Toscana)                   | 608 680              | 34,44 | 98 523                                   | 6,48      | 3     |       |
| Seggio di coalizione               | Seggio di coalizione                             | Seggio di coalizione | 34,44 | 1                                        |           |       |       |
|                                    | Francesco Bosi                                   | 81 106               | 4,59  | Unione di Centro                         | 72 548    | 4,77  | 3     |
|                                    | Alfonso De Virgiliis                             | 13 892               | 0,79  | Lista Bonino-Pannella                    | 8 414     | 0,55  | –     |
|                                    | Ilario Palmisani                                 | 7 980                | 0,45  | Forza Nuova                              | 5 588     | 0,37  | –     |
| Totale                             | Totale                                           | 1 767 409            | 100   |                                          | 1 519 431 | 100   | 55    |

## Affluenza alle urne
- Alle ore 12 del 28 marzo avevano votato il 9,2% degli aventi diritto.
- Alle ore 19 del 28 marzo avevano votato il 33,4% degli aventi diritto.
- L'affluenza definitiva alle ore 15 del 29 marzo è stata pari al 60,71%, per un totale di 1.827.266 votanti su 3.009.673 cittadini elettori.

| Provincia     | Affluenza |
| ------------- | --------- |
| Toscana       | 60,71%    |
| Arezzo        | 62,12%    |
| Firenze       | 64,49%    |
| Grosseto      | 60,20%    |
| Livorno       | 57,08%    |
| Lucca         | 54,30%    |
| Massa-Carrara | 53,41%    |
| Pisa          | 61,73%    |
| Pistoia       | 60,21%    |
| Prato         | 61,52%    |
| Siena         | 65,11%    |

## Consiglieri eletti
| Collegio           | Lista                              | Eletto                         |
| ------------------ | ---------------------------------- | ------------------------------ |
| Collegio regionale | Toscana Democratica                | Enrico Rossi                   |
| Collegio regionale | Partito Democratico                | Andrea Manciulli               |
| Collegio regionale | Partito Democratico                | Caterina Bini                  |
| Collegio regionale | Partito Democratico                | Pieraldo Ciucchi               |
| Collegio regionale | Partito Democratico                | Daniela Lastri                 |
| Collegio regionale | Partito Democratico                | Alberto Monaci                 |
| Collegio regionale | Il Popolo della Libertà            | Alessandro Antichi             |
| Collegio regionale | Il Popolo della Libertà            | Stefania Fuscagni              |
| Collegio regionale | Il Popolo della Libertà            | Salvatore Bartolomei           |
| Collegio regionale | Il Popolo della Libertà            | Marco Taradash                 |
| Collegio regionale | Il Popolo della Libertà            | Stefano Mugnai                 |
| Collegio regionale | Italia dei Valori                  | Fabio Evangelisti              |
| Collegio regionale | Italia dei Valori                  | Francesco Pardi                |
| Collegio regionale | Italia dei Valori                  | Sonia Alfano                   |
| Collegio regionale | Italia dei Valori                  | Giuliano Fedeli                |
| Collegio regionale | Italia dei Valori                  | Marco Manneschi                |
| Collegio regionale | Lega Nord                          | Antonio Gambetta Vianna        |
| Collegio regionale | Federazione della Sinistra - Verdi | Monica Sgherri                 |
| Collegio regionale | Federazione della Sinistra - Verdi | Paolo Marini                   |
| Collegio regionale | Federazione della Sinistra - Verdi | Mauro Romanelli                |
| Collegio regionale | Unione di Centro                   | Nedo Poli                      |
| Firenze            | Partito Democratico                | Vittorio Bugli                 |
| Firenze            | Partito Democratico                | Gianluca Parrini               |
| Firenze            | Partito Democratico                | Alessia Ballini                |
| Firenze            | Partito Democratico                | Paolo Bambagioni               |
| Firenze            | Partito Democratico                | Nicola Danti                   |
| Firenze            | Il Popolo della Libertà            | Nicola Nascosti                |
| Firenze            | Il Popolo della Libertà            | Paolo Marcheschi               |
| Firenze            | Lega Nord                          | Claudio Morganti               |
| Arezzo             | Partito Democratico                | Vincenzo Ceccarelli            |
| Arezzo             | Partito Democratico                | Enzo Brogi                     |
| Arezzo             | Il Popolo della Libertà            | Paolo Ammirati                 |
| Grosseto           | Partito Democratico                | Anna Rita Bramerini            |
| Grosseto           | Il Popolo della Libertà            | Andrea Agresti                 |
| Livorno            | Partito Democratico                | Matteo Tortolini               |
| Livorno            | Partito Democratico                | Marco Ruggeri                  |
| Livorno            | Il Popolo della Libertà            | Maurizio Zingoni               |
| Lucca              | Partito Democratico                | Marco Remaschi                 |
| Lucca              | Partito Democratico                | Giovanni Ardelio Pellegrinotti |
| Lucca              | Il Popolo della Libertà            | Giovanni Santini               |
| Lucca              | Lega Nord                          | Marina Staccioli               |
| Lucca              | Unione di Centro                   | Giuseppe Del Carlo             |
| Massa-Carrara      | Partito Democratico                | Loris Rossetti                 |
| Massa-Carrara      | Il Popolo della Libertà            | Jacopo Ferri                   |
| Pisa               | Partito Democratico                | Ivan Ferrucci                  |
| Pisa               | Partito Democratico                | Pier Paolo Tognocchi           |
| Pisa               | Il Popolo della Libertà            | Giovanni Donzelli              |
| Pistoia            | Partito Democratico                | Gianfranco Venturi             |
| Pistoia            | Il Popolo della Libertà            | Roberto Benedetti              |
| Prato              | Partito Democratico                | Fabrizio Mattei                |
| Prato              | Il Popolo della Libertà            | Alberto Magnolfi               |
| Siena              | Partito Democratico                | Marco Spinelli                 |
| Siena              | Partito Democratico                | Rosanna Pugnalini              |
| Siena              | Il Popolo della Libertà            | Claudio Marignani              |